# Марківці (гміна)
Ґміна Марковце — адміністративна субодиниця Тлумацького повіту Станіславського воєводства. Утворена 1 серпня 1934 року згідно з розпорядженням Міністерства внутрішніх справ РП від 26 липня 1934 за підписом міністра Мар'яна Зиндрама-Косьцялковського. Центр — Марківці.

## Короткі відомості
Утворена на території попередніх самоврядних сільських ґмін Хомякувка, Чарнолозьце, Ляцкє Шляхецкє, Марковце, Одає под Слобудком, Погоня, Пшенічнікі, Слобудка под Одаями. Згідно адміністративної реформи, село Марківці стало центром сільської ґміни Марковце. 
У 1934 р. територія ґміни становила 106,97 км². Населення ґміни станом на 1931 рік становило 10 502 особи. Налічувалось 2 111 житлових будинків.
Ґміна ліквідована в 1940 р. у зв’язку з утворенням Тисменицького району.